# Krov za Krov
Кровь за Кровь (en ruso Sangre por sangre) es el quinto álbum de estudio de la banda de heavy metal Aria.

## Lista de canciones
Todas las letras escritas por Margarita Pushkina.
| N.º | Título                    | Música                             | Título en español        | Duración |  |
| 1.  | «Прощай, Норфолк!»        | Vitaly Dubinin, Vladimir Holstinin | ¡Adiós, Norfolk!         | 5:20     |  |
| 2.  | «Зомби»                   | Dubinin, Holstinin                 | Zombi                    | 4:30     |  |
| 3.  | «Антихрист»               | Dubinin, Holstinin                 | Anticristo               | 5:04     |  |
| 4.  | «Не Хочешь - Не Верь Мне» | Dubinin, Holstinin                 | No quieres - no me creas | 4:02     |  |
| 5.  | «Кровь за Кровь»          | Dubinin, Holstinin                 | Sangre por sangre        | 7:43     |  |
| 6.  | «Бесы»                    | Dubinin, Sergey Mavrin             | Demonios                 | 3:21     |  |
| 7.  | «Всё, Что Было»           | Valery Kipelov                     | Todo lo que fue          | 5:14     |  |
| 8.  | «Следуй за Мной!»         | Kipelov                            | ¡Sígueme!                | 4:42     |  |

## Músicos
- Valery Kipelov - Voz
- Vladimir Holstinin - Guitarra
- Sergey Mavrin - Guitarra
- Vitaly Dubinin - Bajo, voz
- Alexander Maniakin - Batería

- Datos: Q2383679